# Nemastoma lindbergi
Nemastoma lindbergi was een hooiwagen uit de familie aardhooiwagens (Nemastomatidae). Het werd een junior subjectief synoniem van Pyza navarrensis (Roewer, 1951) in Gruber (1979). Na 2023 de geldige combinatie is Pyza navarrensis (Roewer, 1951).